# Georgia (film)
Georgia – amerykańsko-francuski dramat obyczajowy z 1995 roku.

## Opis fabuły
Georgia i Sadie to siostry. Od dzieciństwa obie pasjonowały się muzyką. Ale tylko Georgii udało się odnieść sukces: pełne tłumy na koncertach, znakomite życie rodzinne. Sadie śpiewa w tanich kabaretach, naśladując głosy jej ulubionych wokalistów i szukając własnego stylu. Sadie wierzy jednak, że nadejdzie kiedyś jej dzień. W tym celu wykorzystuje przyjaciół, kochanków i swoją siostrę.

## Obsada
- Jennifer Jason Leigh – Sadie Flood
- Mare Winningham – Georgia Flood
- Ted Levine – Jake
- Max Perlich – Axel Goldman
- John Doe – Bobby
- John C. Reilly – Herman
- Jimmy Witherspoon – Trucker
- Jason Carter – Chasman
- Tom Bower – Erwin Flood

i inni

## Nagrody i nominacje
Oscary za rok 1995
- Najlepsza aktorka drugoplanowa - Mare Winningham (nominacja)